# Ritratto di bambina di casa Redetti
Il ritratto di bambina di casa Redetti è un dipinto a olio su tela realizzato da Giovan Battista Moroni e conservato presso la pinacoteca dell'Accademia Carrara nella sala 17; è tra i quadri più importanti e conosciuti dell'artista bergamasco.

## Storia
Il dipinto proviene dalla collezione Guglielmo Lochis (1789-1859) del 1866, e proprio da una sua nota nel catalogo del 1834, si conosce il nome della famiglia di appartenenza della bambina raffigurata. Il dipinto fu indicato per la prima volta da Charles Lock Eastlake nel 1854 durante una sua visita alla pinacoteca di Guglielmo Lochis, che aveva una raccolta di più di 500 dipinti. Il valore del quadro ebbe una forte rivalutazione nella seconda metà del XIX secolo, se nel catalogo del 1858 veniva indicato il valore di 189 fiorini, nel 1880 ne veniva richiesta l'assicurazione per un valore di 1020 Lire.
Il dipinto fu realizzato dal Moroni dopo il suo ritorno a Bergamo dall'esilio che lo vide dieci anni ad Albino, suo paese d'origine, causa la faida famigliare tra gli Albani e i Brembati che malgrado la sua estraneità, lo vedeva coinvolto.

## Descrizione
Non è possibile andare in Accademia Carrara e non soffermarsi a guardare questo dipinto, che raffigura una bambina dell'età approssimativa di cinque anni, nell'atteggiamento di adulta, una bambina che già conosce il destino che altri avevano scelto per lei.
L'acconciatura della bambina e il suo abbigliamento che non sono certo appropriati per una bambina tanto piccola, si possono avvicinare a quelli di Pace Rivola Spini e ai ritratti dei bambini del Ritratto di gentiluomo con due fanciulli di realizzazione successiva.
Il Moroni ritrae una piccola donna fiera di posare per un ritratto. Indossa una sottana bianca apparentemente di raso, molto lucida, con una sopravveste alla foggia spagnola dal colore ocra con ricami verde scuro ma che riceve luce dalla sottoveste Il capo è ornato da una piccola forgiera che da luce alla capigliatura raccolta che lascia sfuggire solo alcuni riccioli che incorniciano il volto.
Molto particolare è la collana di perle dalla quasi perfetta forma sferica, che la bambina tiene tra le mani. Le perle vengono indossate quale simbolo di castità, cosa che daremmo scontata in una bambina, venivano infatti inserita nelle raffigurazioni di giovani fanciulle in attesa di matrimonio, o nelle giovani spose indicandone la fedeltà. Questo farebbe pensare ad una opera postuma, anche se il bracciale in corallo rosso che la bambina ha sul polso è un amuleto infantile, che veniva portato come buon auspicio sul futuro, quindi raffigura sicuramente una persona in vita. Forse il quadro doveva essere una promessa di matrimonio, doveva essere il biglietto di presentazione di una piccola donna, ma già grande nel suo destino. La bambina non abbassa lo sguardo, i suoi grandi occhi azzurri si fissano sull'osservatore dell'opera, lei quindi si presenta non solo nella ricchezza dell'abbigliamento ma soprattutto per la sua forza caratteriale. Era infatti questa la principale caratteristica del Moroni, saper cogliere il carattere, l'anima dei suoi committenti, e saperla poi trasferire sulla tela.